# Carl Göllner
Carl Göllner (n. 5 octombrie 1911, Mediaș, Austro-Ungaria – d. 22 decembrie 1995, Minden, Germania) a fost un istoric sas din Transilvania. 

## Viața și activitatea
Carl Göllner s-a născut la 5 octombrie 1911 în orașul Mediaș, comitatul  Târnava-Mare, locuit la vremea respectivă în majoritate de sași. A absolvit studiile superioare la Cluj, iar mai apoi s-a specializat la Paris și Viena, unde a obținut titlul de doctor al Universității din Viena. Între anii 1970 și 1974 a activat la Sibiu ca cercetător științific principal și director al „Centrului de științe sociale” al Academiei de științe sociale și politice. De asemenea, a fost redactorul șef al revistei Forschungen zur Volks- und Landeskunde. În 1970 a devenit membru al Academiei de știinte sociale și politice.
Printre interesele sale s-au numărat tematici referitoare la istoria socială, militară, diplomatică și economică din evul mediu timpuriu și până în perioada contemporană. Pentru activitatea sa a fost răsplătit, în anul 1961, cu premiul „N. Bălcescu” al Academiei R.S.R.

## Lucrări
- Adolf Schullerus: sein Leben und Wirken in Wort und Bild (Adolf Schullerus: viața și opera în text și imagini), editura Kriterion, București, 1986
- Anno dazumal, București, Editura Tineretului, 1969, 159 p.
- Chronica und Beschreibung der Türckey (Türkei), Editura Böhlau, 1983
- Das Leben in den mittelalterlichen Städten von Siebenbürgen, București, 1971, 347 p.
- Die Siebenbürger Sachsen in den Jahren 1848-1918, Editura Böhlau, 1998
- Die Siebenbürger Sachsen in den Revolutionsjahren 1848 - 1849, Editura Academiei R.S.R., 1967
- Die siebenbürgische Militärgrenze , Oldenbourg, 1974.
- Die siebenbürgische Militärgrenze. Ein Beitrag zur Sozial- und Wirtschaftsgeschichte 1762 - 1851 (Granița Militară Transilvăneană. O contribuție la istoria socială și economică 1762 - 1851), editura Oldenbourg, München, 1974.
- Geschichte der Deutschen auf dem Gebiete Rumäniens, Band 1 (12. Jh. - 1848) (Istoria germanilor pe teritoriul României, volumul I, secolul al XII-lea - 1848), (cord.) București, 1979.
- Gewalt und Recht (despre Michael Königes), Editura pentru Literatură, 1963.
- Hexenprozesse in Siebenbürgen. Editura Dacia, Cluj, 1971.
- Im Kreislauf des Jahres, Kriterion Verlag, 1987.
- Michael der Tapfere im Lichte des Abendlandes, Sibiu, 1943, 241 p.
- Regimentele Grănicerești din Transilvania 1764-1851, Editura Militară, 1973.
- Samuel von Brukenthal: sein Leben und Werk in Wort und Bild (Samuel von Brukenthal: viața și opera în text și imagini), Editura Kriterion, București, 1977.
- Siebenbürgisch-sächsisches Heimatbuch, Kriterion, 1975.
- Siebebürgisch-sächsische Persönlichkeiten; Porträts, Editura Politică, București, 1981.
- Turcica. Die europäischen Türkendrucke des XVI. Jahrhunderts, I, București, Berlin, 1961, 462 p.
- Turcica. Die europäischen Türkendrucke des XVI. Jahrhunderts, II, București, Baden-Baden, 1968, 807 p.
- Turcica: Die europäischen Türkendrucke des 16. Jahrhunderts, Editura Valentin Koerner, 1986.